# Ararat Fowtbolayin Akowmb
L'Ararat Fowtbolayin Akowmb (in armeno Արարատ Ֆուտբոլային Ակումբ?), meglio noto come Ararat, è una società calcistica armena con sede nella città di Erevan. Milita nella Bardsragujn chumb, la massima divisione del campionato armeno di calcio.
Nella sua storia ha vinto un'edizione della Vysšaja Liga, massima serie del campionato sovietico di calcio, e un'edizione della Bardsragujn chumb.

## Storia
Il club fu fondato nel 1935 come Spartak Erevan. Nei primi anni disputo i tornei regionali armeni. Nel 1938 cambiò nome in Dinamo Erevan, denominazione che mantenne fino al 1953. Nel 1949 partecipò per la prima volta alla massima serie del campionato sovietico, terminando al sedicesimo posto. Nel 1950 la Dinamo Erevan concluse il campionato a pari punti con la Dinamo Kiev, ma venne retrocessa per una peggiore differenza reti rispetto agli ucraini. Nel 1954 il club tornò alla denominazione di Spartak Erevan e per gli interi anni cinquanta partecipò al campionato di Klass B, il secondo livello del campionato sovietico. Nel 1959 lo Spartak Erevan vinse il proprio raggruppamento di Klass B e, risultando la squadra armena col miglior piazzamento in Klass B, fu promossa in Klass A. Disputò quattro stagioni in massima serie, per poi essere retrocesso nel 1963, anno in cui aveva cambiato denominazione in Ararat Erevan. Nel 1965 vinse il campionato di Vtoraja Gruppa A e fu promosso in massima serie, rimanendovi stabilmente fino alla dissoluzione del campionato sovietico.
Nel 1971 raggiunse il secondo posto nel campionato di Vysšaja Liga, guadagnando l'accesso alla Coppa UEFA per la prima volta nella propria storia. La sua prima partecipazione alla Coppa UEFA si concluse con il raggiungimento degli ottavi di finale, dove il club armeno fu eliminato dai tedeschi del Kaiserslautern dopo i tiri di rigore. Nel 1973 l'Ararat, guidato da Nikita Simonjan, conquistò il titolo nazionale per la prima volta nella propria storia distanziando di soli tre punti la Dinamo Kiev. Nello stesso anno, battendo in finale la stessa Dinamo Kiev per 2-1, vinse anche la Coppa dell'URSS, trofeo che si aggiudicò anche nel 1975 con lo stesso punteggio ma contro lo Zorja. Il 1975 fu l'anno dei migliori risultati a livello europeo: la squadra armena partecipò alla Coppa dei Campioni per la prima volta e venne eliminata ai quarti di finale dai tedeschi del Bayern Monaco, che avrebbero poi vinto il torneo, e il suo centravanti, Ēdoward Margarov, vinse la classifica dei marcatori della competizione con 5 reti segnate assieme a Gerd Müller. Nel 1976 l'Ararat concluse al secondo posto il campionato primaverile dell'URSS e il suo attaccante Arkadi Andreasyan vinse la classifica dei marcatori. Negli anni successivi l'Ararat non riuscì a ripetere le ottime prestazioni ottenute nei primi anni settanta, ma mantenne posizioni di medio-bassa classifica, conservando comunque la categoria fino al 1991.
Nel 1992, dopo l'indipendenza dell'Armenia, l'Ararat entrò a far parte della Bardsragujn chumb, la massima serie del neonato campionato armeno di calcio. Nel 1993 vinse il campionato armeno per la prima volta. Nello stesso anno vinse anche la Coppa d'Armenia, per poi ripetersi nelle due edizioni successive e nel 1997. Negli anni seguenti mantenne sempre posizioni di alta classifica, raggiungendo più volte il secondo posto. Come detentore della coppa nazionale partecipò a due edizioni della Coppa delle Coppe, senza però andare oltre il primo turno.
All'inizio del 2003 l'Ararat venne escluso dal campionato armeno per un anno. La federazione armena prese questa decisione perché la dirigenza dell'Ararat si era opposta a mettere cinque suoi calciatori a disposizione della nazionale armena per l'amichevole che doveva disputare in Israele. Di conseguenza diversi calciatori dell'Ararat ottennero dalla federazione di essere svincolati. Nel 2004 il club siglò un accordo con il Lernagorts Kapan, squadra di massima serie in difficoltà finanziarie, per unire gli staff tecnici e i calciatori delle due squadre, dando vita al Lernagorts-Ararat, sodalizio avente sede a Kapan. Allo stesso tempo l'Ararat aveva anche presentato domanda di iscrizione per un posto disponibile in seconda serie. Poco dopo la fusione tra le due squadre saltò e il Lernagorts-Ararat venne rinominato Ararat l'8 giugno 2004, trasferendosi da Kapan ad Erevan, ma disputando le partite casalinghe a Voskehat, un sobborgo di Erevan. L'Ararat, che partecipava al campionato di seconda serie, fu contestualmente rinominato Ararat-2.
Nel 2008 l'Ararat concluse il campionato al primo posto a pari punti con il P'yownik, ma perse il successivo spareggio per 2-1 dopo i tempi supplementari. Nello stesso anno vinse la sua quinta Coppa d'Armenia battendo in finale il Banants per 2-1, dopo che l'anno prima aveva perso la finale contro lo stesso Banants dopo i tempi supplementari. Nel 2009 vinse anche una Supercoppa d'Armenia. Nello stesso 2009 l'Ararat andò incontro a un'altra crisi dopo che lo sponsor principale abbandonò il club e molti dei calciatori lasciarono la squadra: l'Ararat non poté partecipare alla UEFA Europa League e concluse il campionato all'ultimo posto, retrocedendo in Aradżin Chumb. Dopo un solo anno di assenza, tornò in massima serie, evitando una nuova retrocessione al termine della stagione 2014-2015 solo perché in seconda serie militavano solo squadre riserve.

## Allenatori
- Kerich Psaros (1937)
- Suren Atanesjan (1939)
- Jurij Esenin (1940)
- Gajk Andriasov (1954; 1957; gennaio-luglio 1961; gennaio-28 settembre 1963)
- Abram Dangulov (1955-1956)
- Boris Smyslov (1958-1960)
- Anatolij Akimov (agosto 1961-luglio 1962)
- Arutjun Kerejan (agosto-dicembre 1962)
- Aleksandr Abramov (2 ottobre-dicembre 1963)
- Georgij Žarkov (1964)
- Artëm Fal'jan (1º marzo 1965-2 gennaio 1968)
- Eduard Grigorjan (1968)
- Aleksandr Ponomarëv (1969-1970)
- Nikolaj Glebov (1971-1972)
- Nikita Simonjan (1973-1974; 1984-giugno 1985)
- Viktor Maslov (1975)
- Eduard Markarov (1976-1977)
- Nikolaj Guljaev (gennaio-agosto 1978)
- József Beca (1979-1981)
- Arkadij Andriasjan (1982-1983; luglio 1986-1989; gennaio 1996-ottobre 2001; marzo-settembre 2002; 2011-2012)
- Armen Sarkisjan (1990-1994)
- Samvel Darbinyan (1995)
- Rafael' Palustjan (ottobre-novembre 2001)
- Feliks Beranjan (novembre-dicembre 2001; settembre-dicembre 2002)
- Sebada Arzumanjan (2004)
- Varužan Sukiasjan (gennaio 2006-dicembre 2008; 28 aprile 2015-30 giugno 2016)
- Abraham Khashmanyan (25 maggio 2012-26 aprile 2014)

## Palmarès

### Competizioni nazionali
- Campionato sovietico: 1

1973
- Coppa dell'URSS: 2

1973, 1975
- Pervaja Liga: 1

1965
- Campionato armeno: 1

1993
- Coppa d'Armenia: 6

1993, 1994, 1995, 1996-1997, 2008, 2020-2021
- Supercoppa d'Armenia: 1

2009
- Araǰin Xowmb: 2

1999, 2010

### Altri piazzamenti
- Campionato sovietico:

Secondo posto: 1971, 1976 (primavera)
- Coppa dell'Unione Sovietica:

Finalista: 1976
Semifinalista: 1990-1991
- Coppa delle Federazioni sovietiche:

Semifinalista: 1986
- Campionato armeno:

Secondo posto: 1996-1997, 1999, 2000, 2008
Terzo posto: 1994
- Coppa d'Armenia:

Finalista: 2001, 2007
Semifinalista: 1995-1996, 2000, 2021-2022
- Supercoppa d'Armenia:

Finalista: 1997, 2021

## Organico

### Rosa 2020-2021
Aggiornata al 28 luglio 2020.
| N. |                          | Ruolo | Calciatore          |
| -- | ------------------------ | ----- | ------------------- |
| 1  | Russia (bandiera)        | P     | Sergej Revjakin     |
| 4  | Russia (bandiera)        | C     | Arkadij Kalajdžjan  |
| 6  | Armenia (bandiera)       | C     | Ruslan Avagyan      |
| 7  | Russia (bandiera)        | A     | Aleksandr Kozlov    |
| 8  | Armenia (bandiera)       | C     | Albert Mnatsakanyan |
| 9  | Russia (bandiera)        | C     | Georgi Čelidze      |
| 10 | Armenia (bandiera)       | C     | Zaven Badoyan       |
| 11 | Russia (bandiera)        | A     | Ramazan Isaev       |
| 12 | Russia (bandiera)        | P     | Evgenij Kobozev     |
| 14 | Armenia (bandiera)       | D     | Garnik Grigoryan    |
| 15 | Armenia (bandiera)       | D     | Vahe Muradyan       |
| 17 | Guinea-Bissau (bandiera) | A     | Sancidino Silva     |
| 18 | Armenia (bandiera)       | C     | Karen Shirkhanyan   |
| 21 | Armenia (bandiera)       | A     | Emmanuel Odemis     |
| 22 | Armenia (bandiera)       | D     | Artur Danielyan     |
| 23 | Ucraina (bandiera)       | D     | Ivan Spyčka         |
| 27 | Russia (bandiera)        | C     | David Churcidze     |
| 29 | Armenia (bandiera)       | C     | Petros Afajanyan    |

| N. |                     | Ruolo | Calciatore         |
| -- | ------------------- | ----- | ------------------ |
| 29 | Armenia (bandiera)  | C     | Arame Tsaturyan    |
| 31 | Armenia (bandiera)  | C     | David Baghdasaryan |
| 34 | Russia (bandiera)   | D     | Evgenij Makeev     |
| 73 | Armenia (bandiera)  | C     | Edmond Muradyan    |
| 94 | Armenia (bandiera)  | A     | David Arshakyan    |
| 97 | Russia (bandiera)   | D     | David Davidjan     |
| 98 | Armenia (bandiera)  | P     | Poghos Ayvazyan    |
| 99 | Armenia (bandiera)  | A     | Razmik Hakobyan    |
|    | Armenia (bandiera)  | D     | Hrayr Mkoyan       |
|    | Armenia (bandiera)  | C     | Ēdgar Malak'yan    |
|    | Armenia (bandiera)  | C     | Davit' Manoyan     |
|    | Armenia (bandiera)  | C     | Artak Edigaryan    |
|    | Colombia (bandiera) | D     | Juan Bravo         |
|    | Armenia (bandiera)  | C     | Karen Muradyan     |
|    | Russia (bandiera)   | P     | Vsevolod Ermakov   |
|    | Spagna (bandiera)   | D     | Christian Jiménez  |

### Rose delle stagioni precedenti
- 2019-2020